# Iwan Dmitrijewitsch Gladyschew
Iwan Dimitrijewitsch Gladyschew (russisch Иван Дмитриевич Гладышев, englisch Ivan Gladyshev; * 13. August 2001) ist ein russischer Radsportler, der Rennen in den Kurzzeitdisziplinen auf der Bahn bestreitet.

## Sportlicher Werdegang
2018 belegte Iwan Gladyschew bei den Junioren-Weltmeisterschaften im Teamsprint Rang drei. Im selben Jahr wurde er zweifacher Junioren-Europameister, im Sprint und mit Daniil Komkow und Danila Burlakow im Teamsprint. 2019 wurde er Vize-Europameister der Junioren im Keirin.
2020 wurde Gladyschew gemeinsam mit Denis Dmitrijew und Pawel Jakuschewski Europameister der Elite im Teamsprint. Im Frühjahr 2021 errang er mit Danila Burlakow und Michail Jakowlew beim Lauf des Nations’ Cup in Sankt Petersburg die Goldmedaille.
2021 wurde Iwan Gladyschew für die Teilnahme an den Olympischen Spielen in Tokio nominiert, wo er mit Dmitrijew und Jakuweschki im Teamsprint an den Start gehen soll.

## Erfolge
2018
- Junioren-Weltmeisterschaft – Teamsprint (mit Daniil Komkow und Danila Burlakow)
- Junioren-Europameister – Sprint, Teamsprint (mit Daniil Komkow und Danila Burlakow)

2019
- Junioren-Europameisterschaft – Keirin

2020
- Europameister – Teamsprint (mit Denis Dmitrijew und Pawel Jakuschewski)

2021
- Nations’ Cup in Sankt Petersburg – Teamsprint (mit Danila Burlakow und Michail Jakowlew)
- Russischer Meister – Teamsprint (mit Alexander Scharapow und Michail Jakowlew)